# Июльская рапсодия
«Июльская рапсодия» (кит. трад. 男人四十, англ. July Rhapsody) — гонконгская драма 2002 года, режиссёр Энн Хёй. Главные роли в фильме исполнили Джеки Чун, Анита Муй, Карена Лам и Шон Тэм. 
Фильм был положительно встречен критиками и зрителями. Картина получила множество номинаций и наград на различных кинопремиях: Гонконгская кинопремия, Золотая лошадь, Премия общества кинокритиков Гонконга, Премия "Золотая Баухиния", Индийский международный кинофестиваль, Кинофестиваль в Чанчуне, Кинофестиваль Love Screens в Вероне и другие.
Это последняя роль Аниты Муй перед её смертью в 2003 году

## Сюжет
Лам Ю-Квок (Джеки Чун), учитель средней школы Гонконга, сталкивается с кризисом среднего возраста. Он и его жена Мань-Цзин (Анита Муй) женаты и живут в скромной квартире со своими двумя сыновьями. Его первый "сын" Лам (Шон Тэм) на самом деле не его, а его жены и мистера Шинга (Тоу Чун Хуа), их бывшего учителя. Когда Мань-Цзин была студенткой, она соблазнила мистера Шинга, в результате чего забеременела. Будучи учителем, Ю-Квок не имеет финансового успеха, как его друзья, успешные бизнесмены и профессионалы, которые демонстрируют свой экстравагантный образ жизни на встрече выпускников. Мистер Шинг стар и умирает, Мань-Цзин чувствует себя обязанной проводить время со своим бывшим любовником и отцом её первого ребёнка. В школе с Ю-Квоком флиртует ученица из его класса Чоу-лам (Карена Лам). Постепенно Ю-Квок начинает отвечать ей взаимностью. 

## В ролях
- Джеки Чун — Лам Ю-Квок
  - Отто Ву — молодой Лам Ю-квок
- Анита Муй — Чан Мань-Цзин
  - Кара Чу — молодая Чан Мань-Цзин
- Карена Лам[англ.] — Ву Чоу-лам
- Шон Тэм — Лам Он-инь
  - Рикки Квок — Лам Он-инь в младенчистве
- Эрик Кот[англ.] — Вон Юи
- Тоу Чжун Хуа[англ.] — Шинг Сай-нин
- Цзинь Хуэй — Лам Луй-инь
- Люн Тин — директор Люн
- Рэйс Вонг[англ.] — миссис Мак
- Ку Тин-Нунг — бывший одноклассник Ю-Квока
- Родди Вонг — бывший одноклассник Ю-Квока
- Джейсон Ип — бывший одноклассник Ю-Квока
- Саймон Ли — бывший одноклассник Ю-Квока
- Рэймонд Ю — бывший одноклассник Ю-Квока
- Джеймс Ченг — бывший одноклассник Ю-Квока
- Ю Сай-тан — Чо
- Алан Вонг — сын Чо
- Вонг Юэт-Линг — официант
- Чан Куй-фай — учитель физкультуры

## Награды и номинации
| Награды и номинации                            | Награды и номинации                  | Награды и номинации  | Награды и номинации |
| Кинопремия                                     | Категория                            | Лауреат / претендент | Результат           |
| ---------------------------------------------- | ------------------------------------ | -------------------- | ------------------- |
| 21-я Гонконгская кинопремия                    | Лучший фильм                         | Июльская рапсодия    | Номинация           |
| 21-я Гонконгская кинопремия                    | Лучший режиссёр                      | Энн Хёй              | Номинация           |
| 21-я Гонконгская кинопремия                    | Лучший актёр                         | Джеки Чун            | Номинация           |
| 21-я Гонконгская кинопремия                    | Лучшая актриса                       | Анита Муй            | Номинация           |
| 21-я Гонконгская кинопремия                    | Лучшая актриса второго плана         | Карена Лам           | Победа              |
| 21-я Гонконгская кинопремия                    | Лучший новый актёр                   | Карена Лам           | Победа              |
| 21-я Гонконгская кинопремия                    | Лучший сценарий                      | Иви Хо               | Победа              |
| 21-я Гонконгская кинопремия                    | Лучшая работа художника              | Ман Лим-Чунг         | Номинация           |
| 39-я Золотая лошадь                            | Лучший фильм                         | Июльская рапсодия    | Номинация           |
| 39-я Золотая лошадь                            | Лучшая актриса                       | Анита Муй            | Номинация           |
| 39-я Золотая лошадь                            | Лучшая актриса второго плана         | Карена Лам           | Победа              |
| 39-я Золотая лошадь                            | Лучший новый актёр                   | Карена Лам           | Победа              |
| 39-я Золотая лошадь                            | Лучший сценарий                      | Иви Хо               | Победа              |
| 39-я Золотая лошадь                            | Лучшая работа художника              | Ман Лим-Чунг         | Номинация           |
| 39-я Золотая лошадь                            | Лучшие костюмы                       | Ман Лим-Чунг         | Номинация           |
| 8-я Премия общества кинокритиков Гонконга      | Достойный фильм                      | Июльская рапсодия    | Победа              |
| 6-я Премия "Золотая Баухиния"                  | Лучший режиссёр                      | Энн Хёй              | Номинация           |
| 6-я Премия "Золотая Баухиния"                  | Лучший актёр                         | Джеки Чун            | Номинация           |
| 6-я Премия "Золотая Баухиния"                  | Лучшая актриса                       | Анита Муй            | Номинация           |
| 6-я Премия "Золотая Баухиния"                  | Лучшая актриса второго плана         | Карена Лам           | Победа              |
| 6-я Премия "Золотая Баухиния"                  | Лучший сценарий                      | Иви Хо               | Номинация           |
| 6-я Премия "Золотая Баухиния"                  | 10 лучших фильмов на китайском языке | Июльская рапсодия    | Победа              |
| 50-й Индийский международный кинофестиваль     | Лучший актёр                         | Джеки Чун            | Победа              |
| 6-й Кинофестиваль в Чанчуне                    | Лучшая актриса                       | Анита Муй            | Победа              |
| 7-й Кинофестиваль Love Screens в Вероне        | Лучший фильм                         | Июльская рапсодия    | Номинация           |
| 2-я Премия китайских медиа (Гонконг и Тайвань) | Лучший фильм                         | Июльская рапсодия    | Номинация           |
| 2-я Премия китайских медиа (Гонконг и Тайвань) | Лучший режиссёр                      | Энн Хёй              | Номинация           |
| 2-я Премия китайских медиа (Гонконг и Тайвань) | Лучший актёр                         | Джеки Чун            | Номинация           |
| 2-я Премия китайских медиа (Гонконг и Тайвань) | Лучшая актриса                       | Анита Муй            | Победа              |
| 10-я кинопремия HKSAR                          | Лучший сценарий                      | Иви Хо               | Номинация           |